# Hubert Matthes (Landschaftsarchitekt)
Hubert Matthes (* 22. März 1929 in Söllichau; † 21. Dezember 2018 in Berlin) war ein deutscher Landschaftsarchitekt.

## Leben
Hubert Matthes wurde als Sohn eines Arbeiters geboren. In seinem Heimatort besuchte er zunächst die Volksschule, wurde aber mit 16 Jahren zum Volkssturm eingezogen. Dort desertierte er.
Nach dem Ende des Krieges machte Matthes eine Gärtnerlehre in Bad Düben, anschließend (1948/1949) studierte er Gartenbautechnik an der Fachschule für Gartenbau in Dresden-Pillnitz, die später in der Hochschule für Technik und Wirtschaft aufging. Zwischen 1950 und 1953 war er bei Reinhold Lingner tätig, zunächst im Hauptamt für Grünplanung beim Magistrat von Groß-Berlin, dann an der Deutschen Bauakademie in Berlin. Nach einem Entwurf Lingners projektierte er in dieser Zeit den Park am Amtssitz des Präsidenten der DDR, am Schloss Schönhausen. Seit 1954 war Matthes zusammen mit Ludwig Deiters, Hans Grotewohl, Horst Kutzat, Kurt Tausendschön und Hugo Namslauer Mitglied des Kollektivs Buchenwald, das in der zweiten Hälfte der 1950er Jahre die Anlagen der drei wichtigsten Gedenkstätten der DDR in Buchenwald, Ravensbrück und Sachsenhausen entwarf. Von 1955 bis 1957 war Matthes in Nordkorea im Rahmen der dortigen Wiederaufbauplanung tätig. 1960 bis 1962 war er wissenschaftlicher Mitarbeiter an der Deutschen Bauakademie, von 1962 bis 1977 Leiter der Abteilung Freiflächengestaltung im VEB Berlin-Projekt (später VEB BMK Ingenieurhochbau Berlin), wo er an weiteren zahlreichen Projekten beteiligt war.
Von 1977 bis 1980 leitete Matthes die Abteilung Freiraumgestaltung im Büro für Städtebau beim Magistrat von Ost-Berlin. 1965 bis 1970 hatte Matthes an der Humboldt-Universität zu Berlin ein Fernstudium zum Diplom-Gärtner absolviert, 1978 wurde er zum Professor an der Hochschule für Architektur und Bauwesen (HAB) in Weimar berufen.
Nach der deutschen Wiedervereinigung behielt Matthes die Professur in Weimar und lehrte dort bis zu seiner Emeritierung 1992. Anschließend war er bis 1995 Honorardozent an der gleichen Einrichtung und als Gartenplaner selbstständig. Für seinen Wettbewerbsentwurf zur Gestaltung der Bundesgartenschau in Magdeburg 1993 erhielt er einen 3. Preis.
Durch viele ausgeführte Freiraumprojekte, insbesondere in Berlin, und Wettbewerbserfolge wie auch als Hochschullehrer war Matthes einer der wichtigsten Landschaftsarchitekten der DDR. Sein schriftlicher Nachlass befindet sich in den Wissenschaftlichen Sammlungen des Leibniz-Instituts für Raumbezogene Sozialforschung (IRS) in Erkner.
Matthes zog sich 1998 endgültig aus dem Berufsleben zurück und lebte zuletzt in Berlin-Biesdorf. Sein Grab befindet sich auf dem dortigen Friedhof.

## Weitere Arbeiten (Auswahl)
- Garten und Freiflächen am Staatsratsgebäude (1964)
- Rosengarten im Treptower Park (1969)
- Alexanderplatz (1968/69) und Park am Fernsehturm/Rathausstraße (beides zusammen mit Dieter Bankert und Manfred Prasser)
- Pionierpark Wuhlheide (zusammen mit Günter Stahn, 1975/76)
- Freiflächen am Platz der Akademie (Gendarmenmarkt) (mit Manfred Prasser, 1976)
- Fennpfuhlpark in Lichtenberg (1975)
- Projektierung des Lustgartens in Berlin (1980)
- Entwürfe zur Rekonstruktion und Erweiterung der zoologischen Gärten in Rostock und Cottbus (zusammen mit Heinz Graffunder) und Leipzig (zusammen mit Dieter Bankert)[2]

## Auszeichnungen
- Nationalpreis der DDR II. Klasse (1959)
- Architekturpreis der DDR (1979)
- Architekturpreis der Hauptstadt Berlin